# The Best of White Lion
The Best of White Lion è la prima raccolta del gruppo musicale statunitense White Lion, pubblicata il 15 settembre 1992 dalla Atlantic Records.
La raccolta comprende tutti i maggiori successi estratti dai tre album più famosi dei White Lion: Pride, Big Game e Mane Attraction. Il disco contiene versioni dal vivo di Lady of the Valley e All You Need Is Rock 'n' Roll, ma non presenta alcuna canzone dell'album di debutto del gruppo, Fight to Survive.

## Tracce
Testi e musiche di Vito Bratta e Mike Tramp, eccetto Radar Love che è una cover dei Golden Earring.
1. Wait – 4:01
2. Radar Love – 5:56
3. Broken Heart – 4:07
4. Hungry – 3:56
5. Little Fighter – 4:22
6. Lights and Thunder – 8:06
7. All You Need Is Rock 'n' Roll (versione dal vivo) – 5:41
8. When the Children Cry – 4:22
9. Love Don't Come Easy – 4:09
10. Cry for Freedom – 6:11
11. Lady of the Valley (versione dal vivo) – 7:40
12. Tell Me – 4:29
13. Farewell to You – 4:21

## Dettagli
- Broken Heart venne originariamente pubblicata nell'album di debutto del gruppo, Fight to Survive, e successivamente registrata nuovamente in Mane Attraction (nella versione inclusa in questa raccolta).
- In alcuni paesi, è inclusa come prima traccia il pezzo You're All I Need estratto dall'ultimo album in studio del gruppo, Mane Attraction.
- Nel 2000 la raccolta è stata aggiornata e pubblicata con il titolo The Essential White Lion.

## Formazione
- Mike Tramp – voce
- Vito Bratta – chitarre
- James Lomenzo – basso
- Greg D'Angelo – batteria